# Dicrania flavoscutellata
Dicrania flavoscutellata är en skalbaggsart som beskrevs av François Louis Nompar de Caumont de Laporte 1832. Dicrania flavoscutellata ingår i släktet Dicrania och familjen Melolonthidae. Inga underarter finns listade i Catalogue of Life.